# Tweekleurig gitje
Het tweekleurig gitje (Cheilosia albipila) is een vliegensoort uit de familie van de zweefvliegen (Syrphidae). De wetenschappelijke naam van de soort is voor het eerst geldig gepubliceerd in 1838 door Meigen.